# مانويل ميدينا
مانويل ميدينا (بالإسبانية: Manuel Medina)‏ (30 مارس 1971 في المكسيك - ) هو ملاكم مكسيكي، صنّف ضمن فئة وزن الريشة ‏.

## إحصائيات
خاض خلال مسيرته 84 نزالا، فاز في 67 وتعادل في 1 وخسر في 16. فاز بالضربة القاضية في 32 نزالا.

## روابط خارجية
- مانويل ميدينا على موقع بوكس ريك (الإنجليزية) (registration required)